# La Grande Image
La Grande Image est un tableau peint par Tom Roberts en 1903. Il mesure 304,5 cm de haut sur 509,2 cm de large. Il est conservé au Parliament House à Canberra. Il représente la première séance du Parlement d'Australie au Palais royal des expositions. Le tableau est prêté  depuis 1958 par la couronne britannique. 